# Grobla (Lublin)
Pour les articles homonymes, voir Grobla.
Grobla (prononciation [ˈɡrɔbla]) est une localité de la gmina de Nielisz, du powiat de Zamość, dans la voïvodie de Lublin, située dans l'est de la Pologne.
Elle se situe à environ 19 kilomètres au nord-ouest de Zamość (siège du powiat) et 59 kilomètres au sud-est de Lublin (capitale de la voïvodie).

## Administration
De 1975 à 1998, la localité était attachée administrativement à l'ancienne voïvodie de Zamość.

Depuis 1999, elle fait partie de la nouvelle voïvodie de Lublin.